# Lipa (stranka)
Stranka Lipa je bila slovenska izvenparlamentarna stranka. Nastala je leta 2008 z izstopom dela poslancev SNS, ki je sledil razdoru med Pečetom in Jelinčičem. Predsednik stranke je Sašo Peče. Poleg njega sta v Lipi tudi poslanca Barbara Žgajner Tavš in Boštjan Zagorac.

## Volitve

### Državnozborske volitve
| Leto | Predsednik | Št. glasov | Odstotek | Mesto | Število poslancev |
| ---- | ---------- | ---------- | -------- | ----- | ----------------- |
| 2008 | Sašo Peče  | 19.068     | 1.81 %   | 9.    | 0 / 90            |